# ناحية صدد
ناحية صدد إحدى نواحي سوريا تتبع إداريّاً لمحافظة حمص منطقة حمص ومركزها بلدة صدد، بلغ تعداد سكان الناحية 4,092 نسمة حسب التعداد السكاني لعام 2004.

## تجمعات ناحية صدد السكانية[2]
| التجمع السكاني | عدد السكان |
| -------------- | ---------- |
| الحفر          | 589        |
| صدد            | 3,503      |